# 帕斯卡尔·让蒂
帕斯卡尔·让蒂（法語：Pascal Gentil，1973年5月15日—），法国男子跆拳道运动员。他曾代表法国参加2000年和2004年夏季奥林匹克运动会跆拳道比赛，共获得二枚铜牌。